# Frank Wisbar
Frank Wisbar, nato Franz Wysbar (Tilsit, 9 dicembre 1899 – Magonza, 17 marzo 1967), è stato un regista, sceneggiatore e produttore cinematografico e televisivo tedesco.

## Biografia
Nato nel 1899 a Tilsit nella Prussia Orientale (l'attuale città russa di Sovetsk), nei primi anni trenta Franz Wysbar lavorò come regista e sceneggiatore soprattutto per la Terra-Filmkunst. I suoi primi film, tra cui Hermine und die sieben Aufrechten che nel 1935 ottenne una menzione speciale alla Mostra internazionale d'arte cinematografica di Venezia, incontrarono la disapprovazione del regime nazista e nel 1939 Wisbar e la moglie Annemarie lasciarono la Germania per gli Stati Uniti.

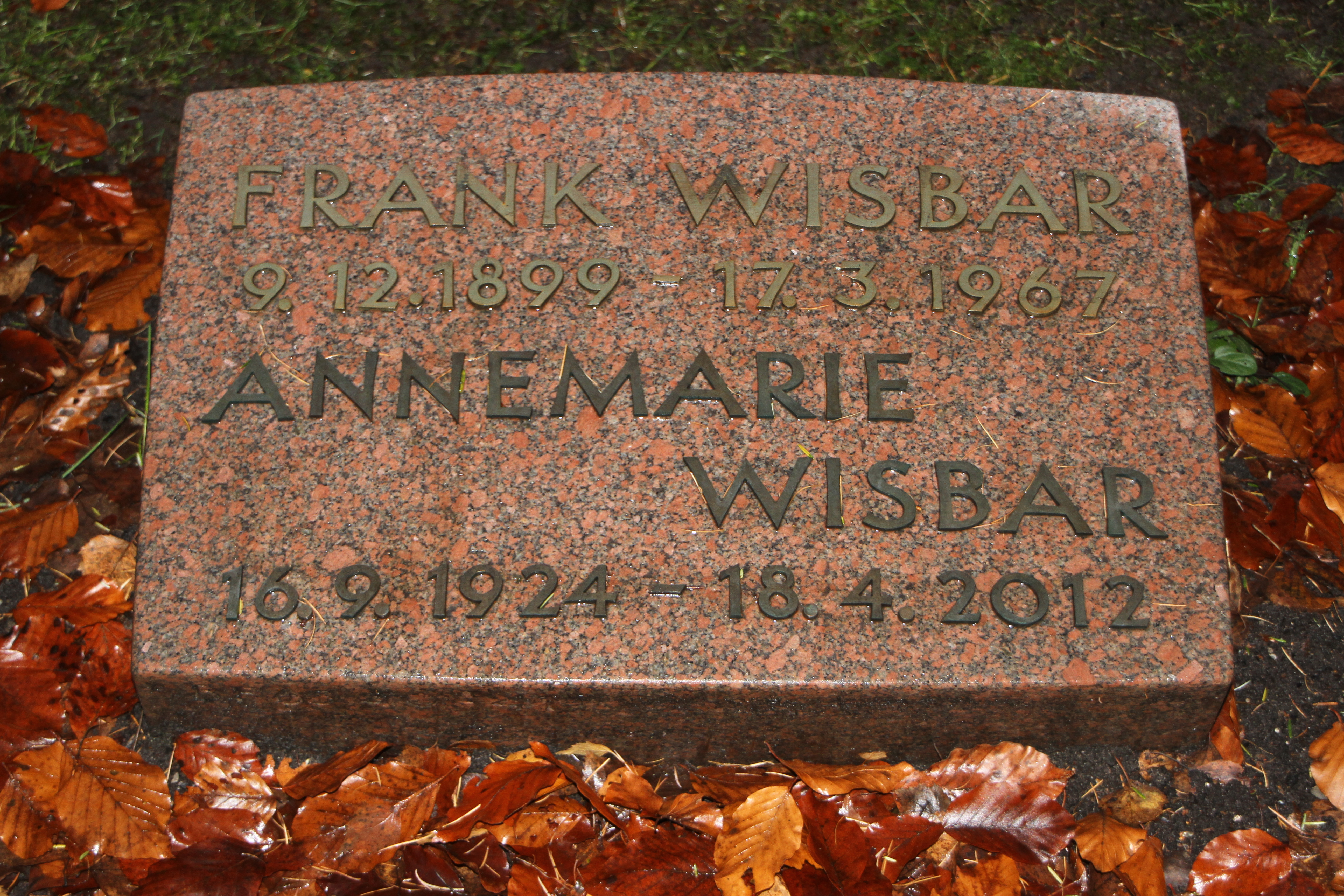
La tomba di Frank e Annemarie Wisbar ad Amburgo.

Dopo aver cambiato il nome in Frank Wisbar, negli anni quaranta iniziò a lavorare per la PRC dirigendo B-movies con budget ridottissimi come il poliziesco Secrets of a Sorority Girl (1945, co-diretto da Lew Landers), l'horror Devil Bat's Daughter (1946) e l'avventuroso Nella terra di Buffalo Bill (1947). Nel 1947 diventò cittadino americano e, oltre a continuare a scrivere sceneggiature, ebbe un certo successo negli anni cinquanta come regista e produttore freelance di alcune delle prime serie antologiche televisive (Royal Playhouse, General Electric Theater).
A metà degli anni cinquanta tornò a vivere in Germania, dove nel 1960 fu membro della giuria internazionale della 10ª edizione del Festival di Berlino, e inizialmente si dedicò soprattutto a film di guerra come Stalingrado, per il quale nel 1959 vinse il premio come miglior regista ai Deutscher Filmpreis, Fabbrica di ufficiali (1960) e Marcia o crepa (1962). In seguito tornò a lavorare in televisione con alcuni film trasmessi da ZDF.
È morto a causa di un'embolia il 17 marzo 1967, all'età di 67 anni. È sepolto nel Cimitero di Ohlsdorf ad Amburgo.

## Filmografia

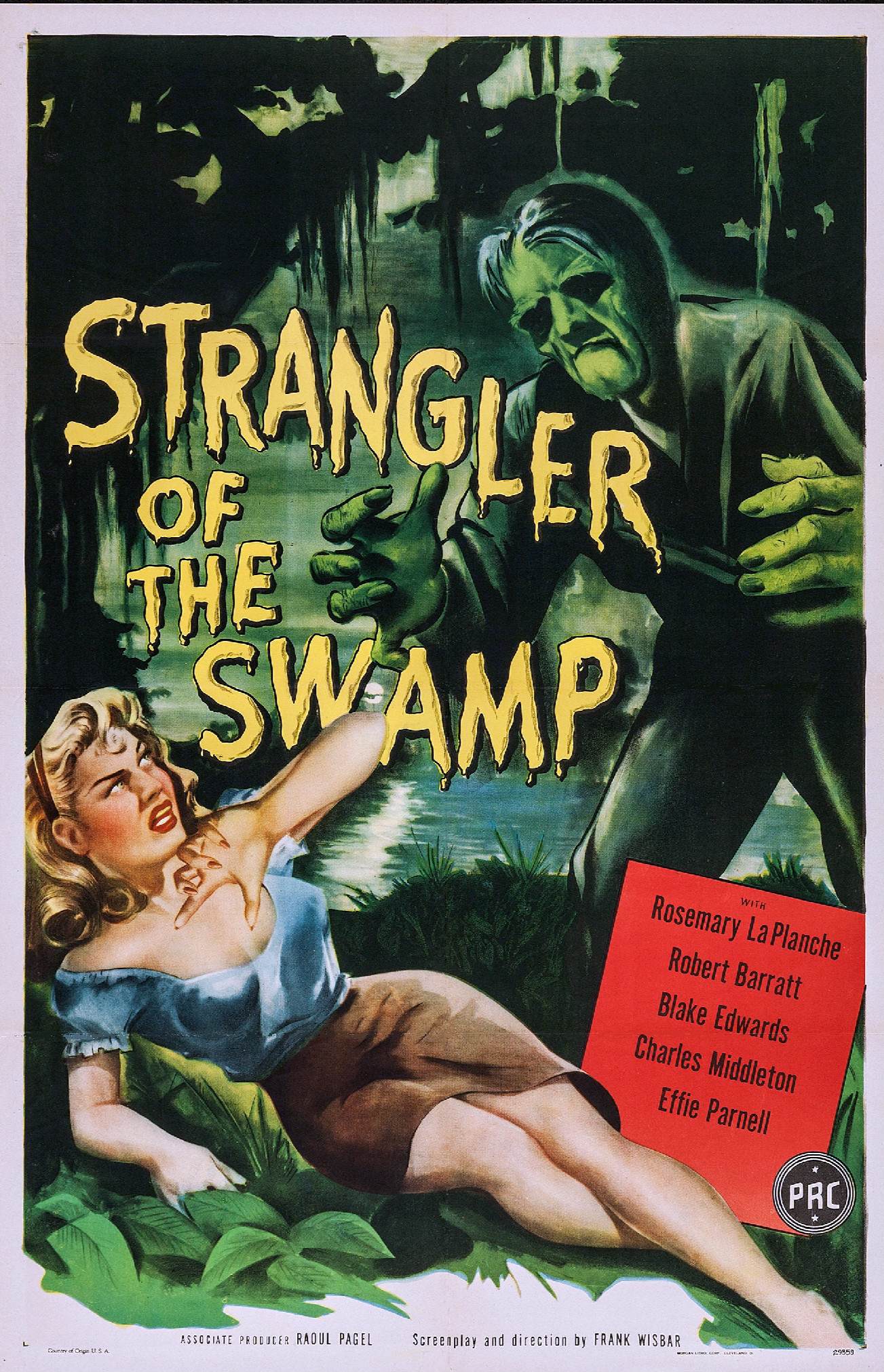
La locandina di Strangler of the Swamp, 1946

### Cinema

#### Regista
- Im Bann des Eulenspiegels (1932)
- Anna ed Elisabetta (Anna und Elisabeth) (1933)
- Rivalen der Luft - Ein Segelfliegerfilm (1934)
- Hermine und die sieben Aufrechten (1935)
- Die Werft zum Grauen Hecht (1935)
- Fährmann Maria (1936)
- Die Unbekannte (1936)
- Ball im Metropol (1937)
- Petermann ist dagegen (1938)
- Secrets of a Sorority Girl (1945) - Co-regia con Lew Landers
- Strangler of the Swamp (1946)
- Devil Bat's Daughter (1946)
- Lighthouse (1947)
- Nella terra di Buffalo Bill (The Prairie) (1947)
- The Mozart Story (1948) - Co-regia con Karl Hartl
- U boat 55 il corsaro degli abissi (Haie und kleine Fische) (1957)
- I cinque del bunker (Nasser Asphalt) (1958)
- Stalingrado (Hunde, wollt ihr ewig leben) (1959)
- La strage di Gotenhafen (Nacht fiel über Gotenhafen) (1960)
- Fabbrica di ufficiali (Fabrik der Offiziere) (1960)
- Barbara - Wild wie das Meer (1961)
- Marcia o crepa (1962)
- Durchbruch Lok 234 (1963)

#### Sceneggiatore
- Anna ed Elisabetta (Anna und Elisabeth) (1933)
- Hermine und die sieben Aufrechten (1935)
- Die Werft zum Grauen Hecht (1935)
- Fährmann Maria (1936)
- Die Unbekannte (1936)
- Ball im Metropol (1937)
- Petermann ist dagegen (1938)
- Women in Bondage, regia di Steve Sekely (1943)
- Strangler of the Swamp (1946)
- Madonna of the Desert, regia di George Blair (1948)
- La legge di Robin Hood (Rimfire), regia di B. Reeves Eason (1949)
- Stalingrado (Hunde, wollt ihr ewig leben) (1959)
- Le strage di Gotenhafen (Nacht fiel über Gotenhafen) (1960)
- Fabbrica di ufficiali (Fabrik der Offiziere) (1960)
- Marcia o crepa (1962)

#### Produttore
- Anna ed Elisabetta (Anna und Elisabeth) (1933)
- Devil Bat's Daughter (1946)

### Televisione

#### Regista
- The Tell-Tale Heart (1939) - Film Tv
- General Electric Theater (1954) - Serie Tv, 6 episodi (seconda e terza stagione)
- Royal Playhouse (Fireside Theatre) (1950-1955) - Serie Tv, 214 episodi (dalla seconda alla settima stagione)
- Das Feuerzeichen (1965) - Film Tv
- Willkommen in Altamont (1965) - Film Tv
- Onkel Phils Nachlaß (1965) - Film Tv
- S.O.S. - Morro Castle (1966) - Film Tv
- Flucht über die Ostsee (1967) - Film Tv

#### Sceneggiatore
- Royal Playhouse (Fireside Theatre) (1951, 1953) - Serie Tv, 3 episodi (seconda e sesta stagione)
- Flucht über die Ostsee (1967) - Film Tv
- Johannes durch den Wald, regia di Günter Gräwert (1968) - Film Tv

#### Produttore
- General Electric Theater (1954) - Serie Tv, 4 episodi (seconda stagione)
- Royal Playhouse (Fireside Theatre) (1949-1955) - Serie Tv, 216 episodi (dalla prima alla settima stagione)

## Riconoscimenti
- 1935
  - Mostra internazionale d'arte cinematografica di Venezia
Menzione speciale per Hermine und die sieben Aufrechten
Nomination Coppa Mussolini per il miglior film straniero per Hermine und die sieben Aufrechten

- 1959
  - Mostra internazionale d'arte cinematografica di Venezia
Nomination Leone d'oro per Stalingrado
  - Deutscher Filmpreis
Miglior regista per Stalingrado
  - Preis der deutschen Filmkritik
Premio della critica per Stalingrado

- 1964
  - Festival internazionale del cinema di Mar del Plata
Nomination Miglior film per Durchbruch Lok 234